# La Quadra dels Tascals
La Quadra dels Tascals és un antic nucli de població, actualment en terme de Botarell, que havia format part de la senyoria dels Arcs. Els seus orígens sembla que venen de les possessions de Ramon de Ganagot, concedides per Ramon Berenguer IV, al qual donà el senyoriu d'Alforja.
La Quadra va seguir les vicissituds de les propietats de Ramon de Ganagot: El 1194 va cedir a la seva filla Romeva la meitat del terme, amb motiu del seu enllaç amb Bertran de Castellet. Aviat enviudà, i Romeva es casà el 1200 amb Bernat dels Arcs, unint-se les dues senyories (Alforja i els Arcs), que van passar al fill comú Pere dels Arcs. Aquest, en morir, deixà els seus senyorius a l'abadessa, probablement filla seva i a la comunitat del monestir de Bonrepòs, el qual, el 1243, decideix vendre tota la deixa a l'arquebisbe Pere d'Albalat. La Quadra passà a formar part de la baronia episcopal d'Alforja. La Quadra dels Tascals tenia 4 focs el 1497, 9 el 1515, 6 el 1563 i 4 o 5 al llarg del segle xviii. Els Tascals pertanyia a la parròquia de Sant Bartomeu, ara ermita de la Mare de Déu de la Riera, a les Borges del Camp, de la qual, el 1753 n'eren els únics feligresos. Quan la parròquia, a la qual pertanyien la població i els llocs de Riudecols, les Voltes, la Quadra dels Tascals i els Diumenges, va desaparèixer, perquè Riudecols va tenir parròquia pròpia, la Quadra va a passar majoritàriament a dependre de la parròquia borgenca de Santa Maria Assumpta.
El 1586 va formar part de la Comuna del Camp, fins a la seva desaparició. El 1787 tenia 35 habitants, 12 el 1830 i 28 el 1844, data de l'últim cens en que surt esmentat el nucli de població. Cap al 1855 va desaparèixer com a municipi, i el seu terme s'integrà gairebé tot a Botarell, tret de petites partides que van anar a Les Borges i a Riudecols.

## Els masos
A la Quadra dels Tascals hi havia grans masos dels quals n'han perdurat alguns: el Mas d'en Duran, un mas gran amb forns i molins i unes pintures murals del segle xviii, que actuava com a centre de la batllia, i on encara es mostra l'antic calabós. El Mas del Vernis, en realitat dos, construïts l'un al costat de l'altre, i un d'ells, amb la data de la reforma, 1794, a la llinda. El Mas de Giol, que la tradició fa del temps dels moros, amb un edifici de tipus basilical i una capella de finals del segle xix desafectada. El Mas del Perdiu, refet amb elements modernistes per l'arquitecte reusenc Joan Rubió i Bellver el 1910, que hi edificà una magnífica fumera a l'exterior i reformà l'interior, sobretot el menjador, on hi ha un escalfapanxes de ceràmica vidriada de gran bellesa i qualitat, i altres elements ornamentals.